# Fabian Wilhelm af Ekenstam
Fabian Wilhelm af Ekenstam, född 10 oktober 1786 i Sjögestads församling, Östergötlands län, död 7 februari 1868, var en svensk skolman och präst.

## Biografi
Fabian Wilhelm af Ekenstam föddes 1786 på Sålla i Sjögestads socken. Han var son till översten Nils Adolf af Ekenstam vid Amiralitet och Catarina Maria Götherhielm. af Ekenstam studerade i Linköping och blev höstterminen 1805 student vid Lunds universitet. Han promoverades 23 juni 1808 till filosofie magister och blev 23 juni 1809 docent i teologiska fakulteten vid Lunds universitet. af Ekenstam  blev 26 september 1812 extra ordinarie adjunkt och fick 25 juli 1818 professors namn, heder och värdighet, samt professors lönetur 1819. Han blev 30 april 1822 lektor i philiosophiae theoreticae vid Linköpings gymnasium, tillträdde samma år och prästvigdes 30 juli 1832. af Ekenstam  blev 20 januari 1834 kyrkoherde i Skeda församling, tillträdde samma år och blev 5 mars 1836 kyrkoherde i Stora Tuna församling, tillträdde 1837. Han var från 1842 till 1851 kontraktsprost och blev 15 oktober 1844 teologie doktor. af Ekenstam blev 1859 jubelmagister och 1860 ledamot av Nordstjärneorden. Han avled 1868.

### Familj
af Ekenstam gifte sig 14 juli 1819 med Sophia Charlotta Zachrisson (1800–1870),  som var dotter till grosshandlaren Martin Dulkopf-Zachrisson och Maria Arvidsson i Göteborg. De fick tillsammans barnen Adolf Martin Wilhelm af Ekenstam (1820–1837), Catharina Maria Sofia af Ekenstam (1822–1883), som var gift med kyrkoherden Johan Fromhold i Odensvi församling, Ebba Elisabeth Sofia af Ekenstam, som var gift med kyrkoherden Carl Magnus Joachim Petrelli i Söderköping, Uma Matilda Sofia af Ekenstam (1824–1909), som var gift med godsägaren Anders Adolf Milenius, kaptenen Israel Carl Vilhelm af Ekenstam (1827–1883) vid Dalregementet, Johan Fredrik Vilhelm af Ekenstam (1830–1839), Hilda Amalia Sofia af Ekenstam (född 1831), som var gift med kyrkoherden Per Hanngren i Leksands församling, Helena Cecilia Sofia af Ekenstam (1832–1853), Tekla Vilhelmina Sofia af Ekenstam (1834–1898), Knut Fabian Vilhelm af Ekenstam (1836–1837), Lydia Sofia af Ekenstam (1837–1837), Berta Eleonora Sofia af Ekenstam (1840–1900), som var gift med kaptenen Carl Adolf Wilhelm af Ekenstam, överstelöjtnanten Fabian Wilhelm af Ekenstam (född 1841) och Selma Charlotta Sophia af Ekenstam (född 1843), som var gift med löjtnanten Ludvig August Till och hovrättsrådet Napoleon Gripensköld.